# Distretto di Mueang Chiang Mai
Il distretto di Mueang Chiang Mai (in thai อำเภอเมืองเชียงใหม่; trascrizione RTGS: Amphoe Muang Chiang Mai) è il distretto capoluogo (Amphoe Muang) della Provincia di Chiang Mai, nel gruppo regionale della Thailandia del Nord. Al suo interno si trova l'importante città di Chiang Mai, dove hanno sede il governo distrettuale e provinciale.

## Storia
L'area del distretto di Mueang Chiang Mai fu la parte centrale del Regno di Lanna, chiamata Nopphaburi Si Nakhon Ping Chiang Mai. Re Mengrai fondò la città alla fine del XIII secolo. In seguito il regno Lanna divenne vassallo della Birmania e quindi dei regni siamesi di Thonburi e Rattanakosin. Nel 1802, il regno Lanna fu ribattezzato Regno di Chiang Mai, tributario del Siam (antico nome della Thailandia). Con l'annessione al Siam del regno di Chiang Mai, il nuovo governo istituì il distretto nel 1899. La prima sede del governo distrettuale fu aperta nel 1929. La nuova sede fu inaugurata nel 1989.

## Geografia
I distretti confinanti sono Mae Rim, San Sai, Sam Kamphaeng, Saraphi e Hang Dong.

## Amministrazione
Il distretto di Mueang Chiang Mai è diviso in 16 sotto-distretti (Tambon), che sono a loro volta divisi in 78 villaggi (Muban)
| n° | Nome                       | Villaggi | Abitanti |
| -- | -------------------------- | -------- | -------- |
| 1  | Si Phum (ศรีภูมิ)             | 0        | 15.271   |
| 2  | Phra Sing (พระสิงห์)         | 0        | 7.490    |
| 3  | Haiya (หายยา)              | 0        | 13.173   |
| 4  | Chang Moi (ช้างม่อย)         | 0        | 8.235    |
| 5  | Chang Khlan (ช้างคลาน)      | 0        | 13.971   |
| 6  | Wat Ket (วัดเกต)            | 0        | 20.814   |
| 7  | Chang Phueak (ช้างเผือก)     | 5        | 25.712   |
| 8  | Suthep (สุเทพ)              | 15       | 28.921   |
| 9  | Mae Hia (แม่เหียะ)           | 10       | 18.564   |
| 10 | Pa Daet (ป่าแดด)            | 13       | 18.460   |
| 11 | Nong Hoi (หนองหอย)         | 7        | 14.239   |
| 12 | Tha Sala (ท่าศาลา)          | 5        | 12.143   |
| 13 | Nong Pa Khrang (หนองป่าครั่ง) | 7        | 8.709    |
| 14 | Fa Ham (ฟ้าฮ่าม)             | 7        | 7.499    |
| 15 | Pa Tan (ป่าตัน)              | 0        | 10.375   |
| 16 | San Phi Suea (สันผีเสื้อ)      | 9        | 10.668   |